# Saint Georges et le Dragon (Raphaël, musée du Louvre)

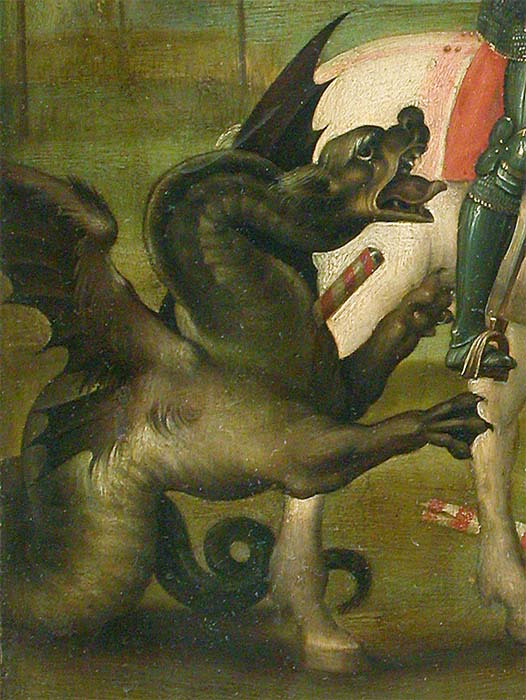
Détail

Pour les œuvres du même nom, voir Saint Georges et le Dragon.
Saint Georges et le Dragon  ou Saint Georges luttant avec le dragon est une peinture à l'huile (31 × 27 cm) de Raphaël, réalisée dans la période 1503 à 1505, conservée au Musée du Louvre, à Paris.
Une autre version de l'œuvre, plus tardive, est conservée à la  National Gallery of Art à Washington, D.C.

## Histoire
L'œuvre est citée pour la première fois en même temps que Saint Michel et le Dragon conservé aussi au Louvre,  dans un sonnet du poète Giovanni Paolo Lomazzo. Les analogies du sujet et des dimensions entre les deux tableaux ont fait penser que les deux peintures faisaient probablement partie d'un diptyque.
Toujours selon Lomazzo, l'œuvre a été vendue à Ascanio Sforza, comte de Plaisance, par un Milanais  « avare et ignorant ». 
On retrouve le tableau dans les collections du cardinal Mazarin (1661), puis dans celles royales de Louis XIV avant de rejoindre définitivement le Musée du Louvre (1683).
L'œuvre, dont il existe un dessin préparatoire conservé au Gabinetto dei Disegni e delle Stampe des Offices, possède une histoire qui chevauche celle d'une autre version de la peinture, le Saint Georges de la National Gallery de Washington, qui, traditionnellement, est considérée comme un don de Guidobaldo Ier de Montefeltro pour Henri VII d'Angleterre comme remerciement pour l'avoir fait membre de l'Ordre de la Jarretière.
Une description du tableau issue d'un inventaire de l'an 1542 ne s'adapte à aucune des deux peintures, tandis qu'en 1547, le Saint Georges est décrit « avec une lance brisée et l'épée à la main » correspondant plutôt au tableau du Louvre car dans celui de Washington saint Georges tient seulement la lance entière. L'hypothèse, faite par Julia Cartwright Ady (1895) et reprise par MacCurdy (1917), concerne une peinture perdue, disparue de la Chair House avant le mois de novembre 1550. 
Il est probable que le tableau du Louvre soit une copie de l'original que Guidobaldo a fait réaliser pour lui-même avant de l'envoyer au roi d'Angleterre en juillet 1506 par l'intérmédiaire de Baldassare Castiglione.
La datation de l'œuvre a fait l'objet de débats entre historiens d'art qui ont situé celle-ci entre 1500 et 1505. Cette dernière date proposée par Anna Maria Brizio et Ettore Camesasca, lierait la peinture à une période où Raphaël était revenu à Urbino lors d'une pause dans son séjour florentin commencé en 1504. En effet, dans l'impétuosité du dessin, surtout celle du cheval, on note déjà l'influence de Léonard de Vinci.

## Thème
Saint Georges de Lydda intervient, avec l'aide de Jésus et de Dieu (le dragon symbolise de Démon), pour délivrer la fille du roi, d'un dragon qui terrorise la région de Beyrouth et qui réclame quotidiennement le tribut de deux jeunes gens. Il casse sa lance mais soumet le dragon d'un coup de cimeterre, ce dernier ne meurt pas et se soumet à la princesse délivrée.

## Description

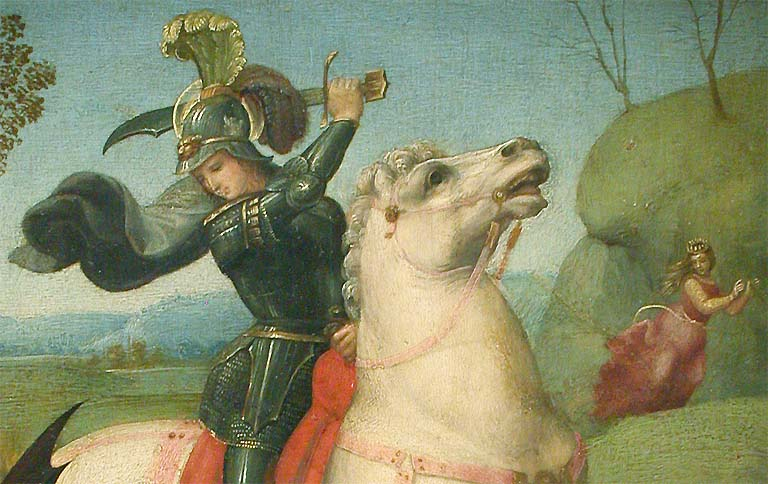
Détail.

Le décor est constitué d'un paysage typiquement ombrien, avec collines et arbrisseaux. Saint Georges à cheval, la main droite tenant le cimeterre soulevé s'apprête, à l'aide de celle-ci, à porter le coup final au dragon, tandis que la lance déjà brisée gît à terre et dans le poitrail du monstre. 
Le saint sur la selle rouge de sa monture blanche cabrée, est équipé d'une armure étincelante au heaume doté d'un haut cimier, tandis que sa cape est gonflée par l'action.
Dans le fond du paysage à droite, devant un rocher, la princesse qui fuit apeurée, contemple la scène de loin.

## Analyse
Toute la scène est composée, d'une manière efficace, le long de diagonales correspondants au dernier geste offensif du dragon, au cabrage du cheval et à la posture de la princesse fuyant. 
Le dispositif scénique permet à l'observateur de comprendre d'un seul coup d'œil le récit complet des éléments de la scène du premier plan mais aussi de celle de l'arrière-plan.
Le rouge symbolique de la Passion du Christ (saint Georges mourra du martyre de sa foi) est convoqué dans plusieurs des éléments du tableau : couleur de la selle et du harnais, enroulement de la décoration de la hampe de la lance, couleur de la robe de la princesse.
Le vert, symbole de l'Espoir et complémentaire du rouge, donc le renforçant, sert aux autres éléments : verdure et reflets de l'armure, de la cape, du casque, de la peau du dragon.